# Jacques de Liège
Jacques de Liège, Jacobus de Liège, Jacobus Leodiensis, Jacobus de Oudenaerde, Jacobus de Montibus, Magister Jacobus de Ispania – teoretyk muzyki żyjący i działający na przełomie XIII i XIV wieku.

## Życiorys
Na temat jego życia wiadomo niewiele. Podawane niekiedy orientacyjne daty jego życia ok. 1260–ok. 1330 są pozbawione podstawy źródłowej. Studiował na Uniwersytecie Paryskim. Znał dzieła Johannesa de Muris i Philippe’a de Vitry. Na podstawie nie do końca pewnych identyfikacji źródłowych przypuszcza się, że pochodził z Liège, gdzie pełnił funkcję kanonika.
Uważany jest za autora liczącego siedem ksiąg traktatu teoretycznego Speculum musicae, dawniej błędnie przypisywanego Johannesowi de Muris. Zachował się on do czasów współczesnych w trzech XV-wiecznych rękopisach włoskich, z których tylko jeden (Paryż, Bibliothèque Nationale, Lat. 7207) przetrwał w formie kompletnej. Pierwsze litery kolejnych ksiąg tego dzieła układają się w imię autora (I-A-C-O-B-U-S). Monumentalny traktat Jacques’a de Liège stanowi obszerne omówienie średniowiecznej teorii muzyki, począwszy od Boecjusza, skończywszy na osiągnięciach ars nova. Poszczególne księgi omawiają: zagadnienia metodologiczne, problematykę konsonansu, system heksachordalny, klasyfikację interwałów, podział monochordu, zagadnienie musica plana oraz poglądy własne autora na temat musica mensurabilis wraz z obroną ars antiqua i krytyką innowacji wprowadzonych przez ars nova.
Kompletna edycja Speculum musicae została opublikowana przez Rogera Bragarda w „Corpus Scriptorum de Musica” III, 1955–1973.